# Bernardo III di Pallars Sobirà
Bernardo III di Pallars Sobirà (in spagnolo Bernardo, in catalano Bernat, in francese Bernard; 1170 circa – 1199 circa) fu il settimo Conte di Pallars Sobirà dal 1182 alla sua morte.

## Origine
Secondo il documento nº 179 del El Monestir de Santa Maria de Gerri (segles XI-XV) Collecció Diplomática, II (non consultato), Bernardo era il figlio primogenito del sesto Conte di Pallars Sobirà, Artaldo IV e di Guglielma, di cui non si conoscono gli ascendenti.

le contee catalane, nel secolo XII

Secondo il documento nº 147 del El Monestir de Santa Maria de Gerri (segles XI-XV) Collecció Diplomática, II (non consultato), Artaldo era il figlio primogenito del quinto Conte di Pallars Sobirà, Artaldo III e di Ines o Agnese, di cui non si conoscono gli ascendenti.

## Biografia
Bernardo viene citato nel documento nº 391 del Documentos para el estudio del Valle del Ebro', Vol. V (non consultato), datato 1174, in cui viene indicato come signore di Sena e di Sexena (Bernardus de Pallars, comendador de Sena et de Sexena).
Nel gennaio 1174, suo padre, Artaldo IV, firmò con Raimondo V Conte di Pallars Jussà, un accordo di mutuo soccorso contro ogni avversario, tranne il conte di Barcellona e re di Aragona, ed i suoi fedeli; questa clausola dell'alleanza rivela la schiacciante superiorità della casa dei conti di Barcellona rispetto ai suoi pari e l'esistenza di una mentalità secondo la quale i sovrani di Barcellona erano allo stesso tempo signori della Catalogna.
Non si conosce la data esatta della morte di Artaldo IV, che morì intorno al 1182 e Bernardo gli succedette come Bernardo III, molto probabilmente sotto tutela della madre, Guglielma, in quanto ancora minorenne.
La madre, Guglielma, continuò a reggere la contea, tanto che nel documento nº 179 del El Monestir de Santa Maria de Gerri (segles XI-XV) Collecció Diplomática, II, datato 1192, (non consultato), viene citata col titolo di contessa (Doña Guillelma condesa de Pallas), mentre Bernardo viene citato come suo figlio (su hijo Don Bernardo).

Sembra che Bernardo fosse citato col titolo di conte dal 1196, come appare in diversi documenti.
Come i suoi due predecessori, Bernardo portò avanti una politica pacifica.
Non si conosce la data esatta della morte di Bernardo III, che morì intorno al 1199 e gli succedette la sorella (o figlia), Guglielma, come Guglielma I, sotto tutela della madre (o nonna) Guglielma.

## Discendenza
Di Bernardo non si hanno notizie di una eventuale moglie, e secondo la Foundation for Medieval Genealogy non ebbe discendenza, mentre secondo altre fonti ebbe una figlia:
- Guglielma[11] († 1250 circa), Contessa di Pallars Jussà, come da documento nº 192 del El Monestir de Santa Maria de Gerri (segles XI-XV) Collecció Diplomática, II (non consultato)[1].